# Listenmandat
Listenmandate sind die Mandate, die durch die Zweitstimme entstehen. Eine Partei, die durch die Zweitstimme einen gewissen Prozentsatz erreicht, hat das Recht, in das jeweilige Parlament einzuziehen. Die zu wählenden Kandidaten der Partei werden auf ihre jeweilige Landesliste in einer von der Partei bestimmten Reihenfolge gesetzt und sind dann Listenkandidaten. Je mehr prozentuale Zweitstimmen die Partei erhält, desto mehr Listenmandate erhält sie, das heißt, die Politiker bekommen ein Mandat und sind ins Parlament gewählt und dann Abgeordnete oder Mitglieder des Parlaments.